# Jennifer Robinson (Rechtsanwältin)

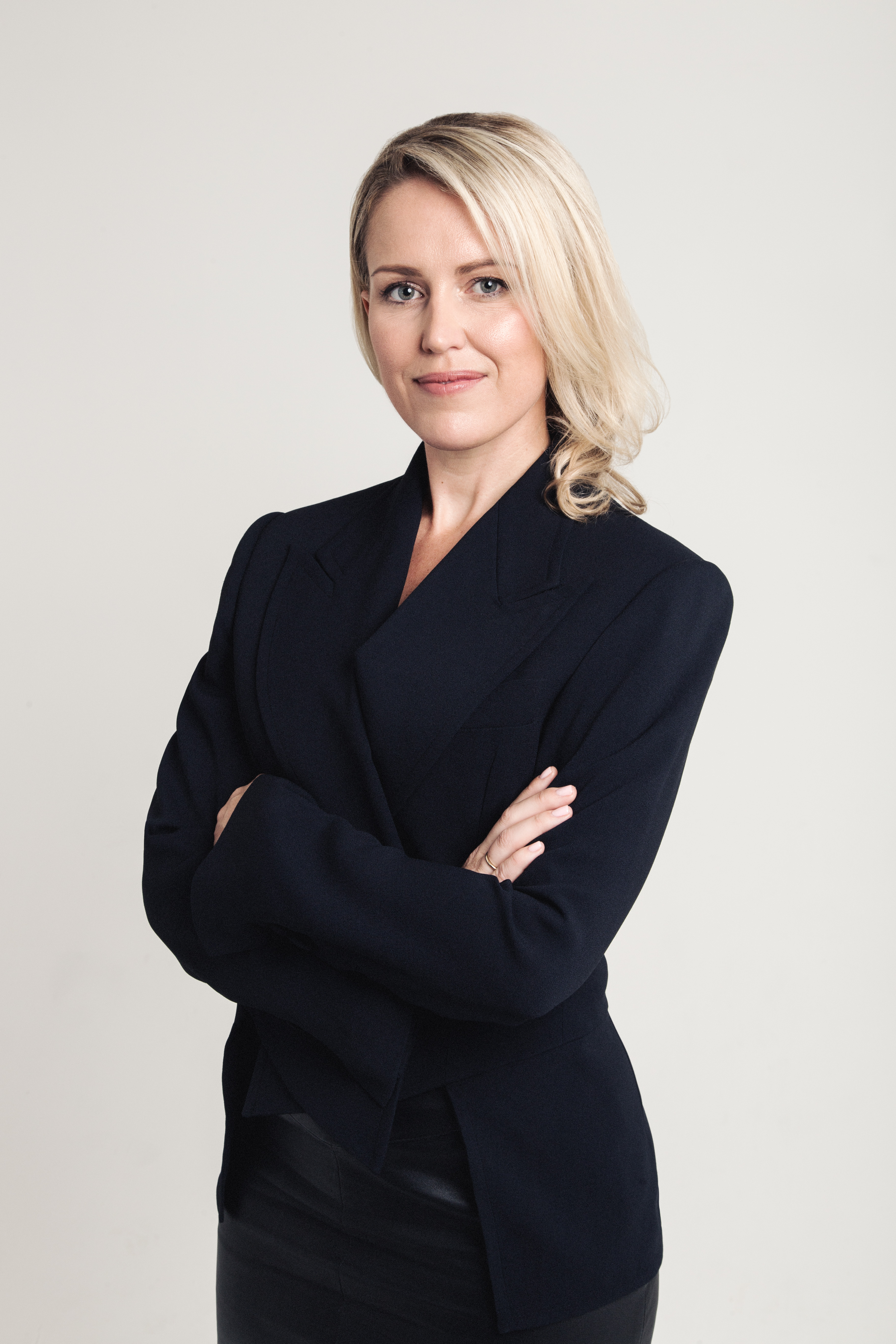
Jennifer Robinson 2018

Jennifer Robinson (* 1981 in Berry, New South Wales) ist eine australische Menschenrechtsanwältin. Sie arbeitet seit 2016 bei der Londoner Anwaltskanzlei Doughty Street Chambers.

## Leben und Wirken
Nach der Schule besuchte sie die Australian National University in Canberra. Schon während des Studiums setzte sie sich vor Ort für die Rechte der Republik Westpapua ein. Sie ist Lehrbeauftragte für Rechtswissenschaften an der Universität Sydney.
Ein Rhodes-Stipendium an der Universität Oxford schloss sie mit dem Bachelor für Zivilrecht und Master of Philosophy in öffentlichem internationalen Recht ab.
Sie arbeitet an Fällen zu Meinungsfreiheit, die vor nationalen und internationalen Gerichten wie dem Europäischen Gerichtshof für Menschenrechte verhandelt werden; zunächst bei Finers Stephens Innocent LLP, London, mit Klienten wie der New York Times, CNN, Associated Press und Bloomberg. Bekannt wurde sie durch die Verteidigung von Julian Assange, die sie 2010 übernahm.
Sie arbeitet auch für das Bureau of Investigative Journalism, gehört zum Beirat des European Center for Constitutional and Human Rights (ECCHR) und war einige Jahre Direktorin des Bertha-Justice-Netzwerks, das sich weltweit für soziale Gerechtigkeit einsetzt.

## Auszeichnungen
2008 wurde sie als eine von 30 Anwälten vom UK Attorney General für ihre ehrenamtliche juristische Arbeit als National Pro Bono Hero ausgezeichnet. 2013 wurde sie zur ersten Young Alumni of the Year von der Australian National University ernannt.